# Pachyneurella simplex
Pachyneurella simplex är en tvåvingeart som beskrevs av Borgmeier och Prado 1975. Pachyneurella simplex ingår i släktet Pachyneurella och familjen puckelflugor.
Artens utbredningsområde är Ecuador. Inga underarter finns listade i Catalogue of Life.